# Austrolejeunea bidentata
Austrolejeunea bidentata là một loài Rêu trong họ Lejeuneaceae. Loài này được B. Thiers mô tả khoa học đầu tiên năm 1985.